# Japan Soccer League 1991-1992
La stagione 1991-1992 è stata la ventisettesima edizione della Japan Soccer League, massimo livello del campionato giapponese di calcio.

## Avvenimenti

### Antefatti

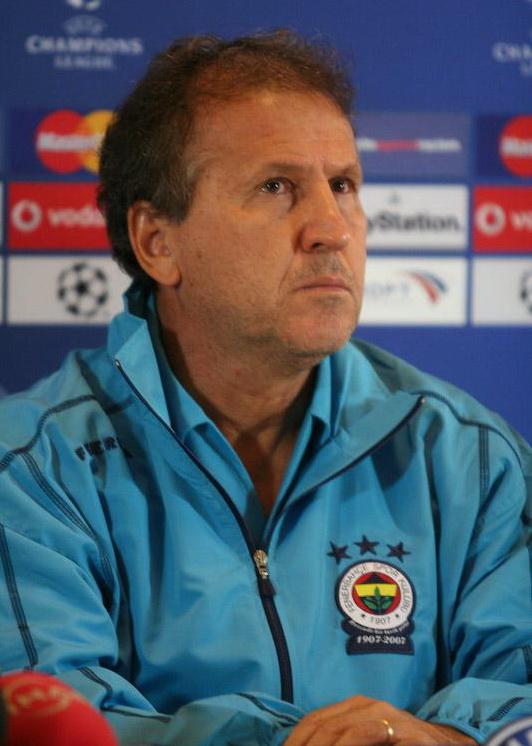
Zico, laureatosi capocannoniere e migliore uomo assist della seconda divisione con la maglia del Sumitomo Metals.

Nel precampionato, il torneo subì delle importanti modifiche regolamentari in previsione dell'imminente riorganizzazione del sistema calcistico nazionale: le prime dieci classificate della prima divisione e le prime due della seconda divisione avrebbero avuto diritto all'acquisizione dello status di squadra professionistica tramite l'iscrizione in Japan Professional Football League, ufficialmente attiva a partire dal novembre 1991; le ultime due classificate della prima divisione più le altre quattordici della seconda divisione avrebbero mantenuto lo status di squadra dilettantistica tramite l'iscrizione in Japan Football League, divisa a sua volta in due gironi.
A livello di club, il Sumitomo Metals portò in squadra Zico, reduce da un breve periodo di inattività, mentre i campioni in carica dello Yomiuri rinnovarono il reparto avanzato scegliendo Toninho come terminale d'attacco e affidando il centrocampo al nazionale Tsuyoshi Kitazawa. Dall'Europa arrivarono inoltre i cecoslovacchi Pavel Řehák (con il compito di guidare il centrocampo del JR-East Furukawa, nome assunto dal Furukawa Electric in seguito alla fusione della società col circolo calcistico della JR East) e Július Bielik (acquistato dal Mazda assieme all'attaccante del Fujita Takuya Takagi). Quasi tutte le principali squadre cambiarono guida tecnica: tra di esse, lo Yomiuri si affidò a Pepe mentre il Matsushita Electric puntò su Kunishige Kamamoto.

### Campionato

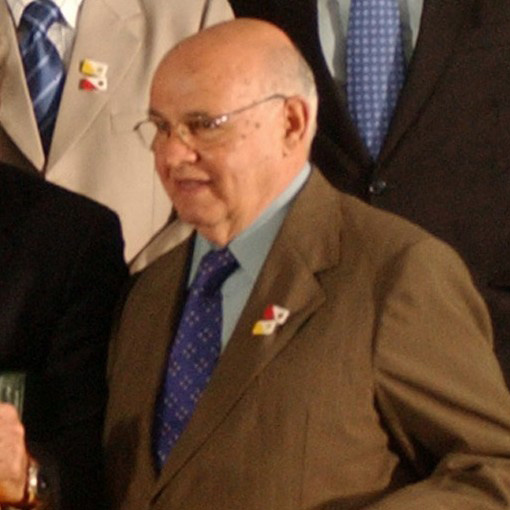
Pepe guidò lo Yomiuri verso la vittoria dell'ultima edizione della Japan Soccer League.

Le prime gare del torneo furono giocate fra il 7 e il 15 settembre 1991: la prima divisione vide subito il dominio delle Yomiuri che, dopo aver staccato nettamente una concorrenza rappresentata dal solo Nissan Motors, si aggiudicò con due giornate di anticipo il suo quinto nonché secondo titolo consecutivo. Al termine del torneo tutte le squadre partecipanti risulteranno idonee al passaggio al professionismo eccetto l'Honda Motor, che accantonò un progetto di riforma societaria che le avrebbe garantito l'iscrizione alla J. League, lo Yamaha Motors, il Toshiba e l'Hitachi, impossibilitate a partecipare al nuovo torneo perché non in possesso dei requisiti adeguati per ottenere lo status di squadra professionistica.
La seconda divisione vide invece prevalere il Fujita, che tuttavia rifiutò l'invito a partecipare alla J. League per via di alcune scelte societarie volte a mantenere lo status di squadra dilettantistica. Il suo posto fu preso dal Sumitomo Metals, secondo classificato grazie ad una miglior differenza reti nei confronti dello Yanmar Diesel. Alla fine della stagione, tutte le squadre (ad eccezione del Sumitomo Metals secondo e dello Yomiuri Junior con quest'ultima che, dopo aver concluso il campionato all'ultimo posto, cessò la propria attività in seguito alla fusione con il club principale) che parteciparono al torneo furono iscritte alle due divisioni della neocostituita Japan Football League, ripartite in base alla posizione raggiunta.

## Squadre

### Profili
Division 1
| Club partecipanti   | Club partecipanti | Città     | Stagione 1990-1991                            |
| ------------------- | ----------------- | --------- | --------------------------------------------- |
| ANA                 | dettagli          | Yokohama  | 7° in JSL Division 1                          |
| Hitachi             | dettagli          | Kashiwa   | 1° in JSL Division 2 (promosso)               |
| Honda Motor         | dettagli          | Hamamatsu | 3° in JSL Division 1                          |
| JR-East Furukawa    | dettagli          | Yokohama  | 7° in JSL Division 1 (come Furukawa Electric) |
| Matsushita Electric | dettagli          | Osaka     | 6° in JSL Division 1                          |
| Mazda               | dettagli          | Hiroshima | 2° in JSL Division 2 (promosso)               |
| Mitsubishi Motors   | dettagli          | Tokyo     | 10° in JSL Division 1                         |
| Nissan Motors       | dettagli          | Yokohama  | 2° in JSL Division 1                          |
| Toshiba             | dettagli          | Kawasaki  | 4° in JSL Division 1                          |
| Toyota Motors       | dettagli          | Susono    | 5° in JSL Division 1                          |
| Yamaha Motors       | dettagli          | Iwata     | 8° in JSL Division 1                          |
| Yomiuri             | dettagli          | Tokyo     | Campione del Giappone                         |

Division 2
| Club partecipanti | Club partecipanti | Città     | Stagione 1990-1991                  |
| ----------------- | ----------------- | --------- | ----------------------------------- |
| Chūō Bōhan        | dettagli          | Fujieda   | 2° nei playoff regionali (promosso) |
| Cosmo Oil         | dettagli          | Yokkaichi | 11° in JSL Division 2               |
| Fujita            | dettagli          | Hiratsuka | 3° in JSL Division 2                |
| Fujitsu           | dettagli          | Kawasaki  | 5° in JSL Division 2                |
| Kawasaki Steel    | dettagli          | Okayama   | 7° in JSL Division 2                |
| Kofu Club         | dettagli          | Kōfu      | 12° in JSL Division 2               |
| Kyoto Shiko       | dettagli          | Kyoto     | 13° in JSL Division 2               |
| NKK               | dettagli          | Kawasaki  | 12° in JSL Division 1 (retrocesso)  |
| NTT Kanto         | dettagli          | Saitama   | 6° in JSL Division 2                |
| Otsuka Pharma     | dettagli          | Tokushima | 10° in JSL Division 2               |
| Sumitomo Metals   | dettagli          | Kashima   | 4° in JSL Division 2                |
| Tanabe Pharma     | dettagli          | Osaka     | 9° in JSL Division 2                |
| Toho Titanium     | dettagli          | Chigasaki | 14° in JSL Division 2               |
| Tokyo Gas         | dettagli          | Tokyo     | 1° nei playoff regionali (promosso) |
| Yanmar Diesel     | dettagli          | Osaka     | 11° in JSL Division 1 (retrocesso)  |
| Yomiuri Junior    | dettagli          | Tokyo     | 8° in JSL Division 1                |

### Allenatori
Division 1
| Club                | Allenatore         |
| ------------------- | ------------------ |
| ANA                 | Shū Kamo           |
| Hitachi             | Hiroyuki Usui      |
| Honda Motor         | Masataka Imai      |
| JR-East Furukawa    | Osamu Kawamoto     |
| Matsushita Electric | Kunishige Kamamoto |
| Mazda               | Kazuo Imanishi     |
| Mitsubishi Motors   | Kazuo Saitō        |
| Nissan Motors       | Hidehiko Shimizu   |
| Toshiba             | Takeo Takahashi    |
| Toyota Motors       | Kenji Soga         |
| Yamaha Motors       | Kazuaki Nagasawa   |
| Yomiuri             | Pepe               |

Division 2
| Club            | Allenatore         |
| --------------- | ------------------ |
| Chūō Bōhan      | Yoshio Kikugawa    |
| Cosmo Oil       | Mitsuo Kamata      |
| Fujita          | Mitsuru Komaeda    |
| Fujitsu         | Shigeo Yaegashi    |
| Kawasaki Steel  | Seiichi Kun        |
| Kofu Club       | Haruo Hamo         |
| Kyoto Shiko     | Koji Kurusu        |
| NKK             | Shintaro Okamura   |
| NTT Kanto       | Hisao Shirato      |
| Otsuka Pharma   | Kunio Yamade       |
| Sumitomo Metals | Mitsuro Suzuki     |
| Tanabe Pharma   | Akio Arai          |
| Toho Titanium   | Yoshiharu Mito     |
| Tokyo Gas       | Kimiyoshi Watanabe |
| Yanmar Diesel   | Daishirō Yoshimura |
| Yomiuri Junior  | Ryosuke Ofuchi     |

## Classifiche finali

### JSL Division 1
|                     | Pos. | Squadra             | Pt | G  | V  | N | P  | GF | GS | DR  |
| ------------------- | ---- | ------------------- | -- | -- | -- | - | -- | -- | -- | --- |
| Giappone (bandiera) | 1.   | Yomiuri             | 51 | 22 | 15 | 6 | 1  | 43 | 13 | +30 |
|                     | 2.   | Nissan Motors       | 43 | 22 | 12 | 7 | 3  | 25 | 14 | +11 |
|                     | 3.   | Yamaha Motors       | 36 | 22 | 11 | 3 | 8  | 30 | 31 | -1  |
|                     | 4.   | Toshiba             | 30 | 22 | 7  | 9 | 6  | 26 | 24 | +2  |
|                     | 5.   | Matsushita Electric | 29 | 22 | 7  | 8 | 7  | 25 | 27 | -2  |
|                     | 6.   | Mazda               | 27 | 22 | 7  | 6 | 9  | 30 | 23 | +7  |
|                     | 7.   | JR-East Furukawa    | 27 | 22 | 8  | 3 | 11 | 30 | 38 | -8  |
|                     | 8.   | ANA                 | 25 | 22 | 6  | 7 | 9  | 20 | 23 | -3  |
|                     | 9.   | Hitachi             | 25 | 22 | 6  | 7 | 9  | 22 | 30 | -8  |
|                     | 10.  | Honda Motor         | 23 | 22 | 5  | 8 | 9  | 18 | 25 | -7  |
|                     | 11.  | Mitsubishi Motors   | 21 | 22 | 5  | 6 | 11 | 25 | 40 | -15 |
|                     | 12.  | Toyota Motors       | 20 | 22 | 4  | 8 | 10 | 24 | 30 | -6  |

Legenda:

      Campione del Giappone e ammessa al Campionato d'Asia per club 1993

      Ammessa alla Coppa delle Coppe dell'AFC 1992-93

      Rinunciano alla partecipazione in J. League 1993, qualificandosi alla Japan Football League Division 1 1992
Note:
Tre punti a vittoria, uno a pareggio, zero a sconfitta.
Otto delle dodici squadre partecipanti ottengono la partecipazione alla J. League 1993

### JSL Division 2
|  | Pos. | Squadra         | Pt | G  | V  | N  | P  | GF | GS | DR  |
|  | ---- | --------------- | -- | -- | -- | -- | -- | -- | -- | --- |
|  | 1.   | Fujita          | 74 | 30 | 24 | 2  | 4  | 79 | 17 | +62 |
|  | 2.   | Sumitomo Metals | 65 | 30 | 21 | 2  | 7  | 66 | 24 | +42 |
|  | 3.   | Yanmar Diesel   | 65 | 30 | 20 | 5  | 5  | 56 | 17 | +35 |
|  | 4.   | NKK             | 60 | 30 | 18 | 6  | 6  | 51 | 24 | +27 |
|  | 5.   | Fujitsu         | 59 | 30 | 17 | 8  | 5  | 46 | 26 | +20 |
|  | 6.   | Otsuka Pharma   | 50 | 30 | 15 | 5  | 10 | 45 | 32 | +13 |
|  | 7.   | Tokyo Gas       | 46 | 30 | 12 | 10 | 8  | 30 | 28 | +2  |
|  | 8.   | Kawasaki Steel  | 45 | 30 | 12 | 9  | 9  | 31 | 23 | +8  |
|  | 9.   | NTT Kanto       | 33 | 30 | 9  | 6  | 15 | 37 | 44 | -7  |
|  | 10.  | Kofu Club       | 33 | 30 | 9  | 6  | 15 | 35 | 66 | -31 |
|  | 11.  | Cosmo Oil       | 29 | 30 | 8  | 5  | 17 | 27 | 53 | -26 |
|  | 12.  | Chūō Bōhan      | 27 | 30 | 7  | 6  | 17 | 33 | 52 | -19 |
|  | 13.  | Toho Titanium   | 27 | 30 | 7  | 6  | 17 | 32 | 59 | -27 |
|  | 14.  | Kyoto Shiko     | 22 | 30 | 5  | 7  | 18 | 21 | 57 | -36 |
|  | 15.  | Tanabe Pharma   | 21 | 30 | 6  | 3  | 21 | 18 | 50 | -32 |
|  | 16.  | Yomiuri Junior  | 19 | 30 | 5  | 4  | 21 | 20 | 55 | -35 |

Legenda:

      Ottiene l'iscrizione alla J. League 1993.

      Scioglimento
Note:
Tre punti a vittoria, uno a pareggio, zero a sconfitta.
Sumitomo Metals ottiene il diritto a partecipare alla J. League 1993 grazie alla miglior differenza reti rispetto allo Yanmar Diesel.
Le prime dieci squadre ottengono il diritto a partecipare alla Japan Football League Division 1 1992.
Le squadre classificatesi tra l'undicesima e la quindicesima posizione ottengono il diritto a partecipare alla Japan Football League Division 2 1992.
Yomiuri Junior cessa l'attività per effetto della fusione con lo Yomiuri

## Risultati

### Tabellone
Division 1
|                     | Yom  | Nis  | Yam  | Tos  | Mat  | Maz  | Fur  | ANA  | Hit  | Hon  | Mit  | Toy  |
| ------------------- | ---- | ---- | ---- | ---- | ---- | ---- | ---- | ---- | ---- | ---- | ---- | ---- |
| Yomiuri             | –––– | 0-0  | 3-1  | 2-0  | 3-0  | 0-0  | 4-0  | 1-0  | 3-1  | 3-1  | 5-1  | 4-2  |
| Nissan Motors       | 1-1  | –––– | 0-0  | 1-0  | 3-0  | 2-0  | 2-0  | 0-1  | 1-1  | 1-0  | 2-1  | 1-1  |
| Yamaha Motors       | 0-2  | 1-2  | –––– | 2-1  | 1-0  | 0-2  | 2-0  | 4-3  | 1-0  | 0-0  | 1-0  | 1-1  |
| Toshiba             | 1-1  | 0-0  | 4-2  | –––– | 0-0  | 1-0  | 4-1  | 1-0  | 2-0  | 2-2  | 1-1  | 1-1  |
| Matsushita Electric | 0-0  | 3-1  | 1-3  | 1-1  | –––– | 1-1  | 2-3  | 2-1  | 0-0  | 2-1  | 4-1  | 3-1  |
| Mazda               | 1-0  | 3-0  | 4-0  | 3-1  | 1-2  | –––– | 1-2  | 3-0  | 1-1  | 0-2  | 3-0  | 1-1  |
| JR-East Furukawa    | 1-3  | 0-1  | 2-1  | 1-1  | 3-2  | 0-2  | –––– | 1-3  | 5-1  | 0-1  | 2-1  | 3-0  |
| ANA                 | 0-0  | 0-1  | 2-3  | 0-0  | 1-1  | 0-0  | 2-2  | –––– | 1-0  | 1-0  | 0-0  | 2-1  |
| Hitachi             | 0-2  | 0-1  | 3-2  | 4-2  | 1-1  | 2-1  | 0-1  | 1-0  | –––– | 0-0  | 2-2  | 1-0  |
| Honda Motor         | 1-2  | 1-1  | 0-2  | 0-1  | 0-0  | 0-0  | 3-2  | 2-0  | 1-0  | –––– | 1-1  | 1-1  |
| Mitsubishi Motors   | 2-1  | 1-2  | 1-2  | 1-0  | 2-0  | 3-2  | 1-1  | 0-3  | 2-3  | 3-1  | –––– | 1-1  |
| Toyota Motors       | 0-1  | 0-2  | 0-1  | 1-2  | 0-2  | 3-1  | 3-1  | 0-0  | 1-1  | 3-0  | 3-0  | –––– |

Division 2
|                 | Fuk  | Sum  | Yan  | NKK  | Fuj  | Ots  | Tok  | Kaw  | NTT  | Kof  | Cos  | Chu  | Toh  | Kyo  | Tan  | Yoj  |
| --------------- | ---- | ---- | ---- | ---- | ---- | ---- | ---- | ---- | ---- | ---- | ---- | ---- | ---- | ---- | ---- | ---- |
| Fujita          | –––– | 1-2  | 0-3  | 0-3  | 4-1  | 3-0  | 1-1  | 2-0  | 2-0  | 4-0  | 5-0  | 3-2  | 4-0  | 5-0  | 2-0  | 2-0  |
| Sumitomo Metals | 0-5  | –––– | 0-1  | 0-1  | 1-2  | 5-0  | 3-0  | 1-0  | 2-1  | 4-0  | 2-1  | 3-1  | 2-3  | 1-0  | 5-1  | 4-0  |
| Yanmar Diesel   | 0-1  | 0-4  | –––– | 1-2  | 2-0  | 2-1  | 2-0  | 0-0  | 1-1  | 6-0  | 0-1  | 1-0  | 3-0  | 1-0  | 2-2  | 3-0  |
| NKK             | 0-2  | 2-2  | 1-0  | –––– | 1-0  | 0-0  | 1-1  | 2-0  | 0-0  | 0-2  | 3-1  | 1-0  | 2-1  | 0-1  | 3-0  | 4-1  |
| Fujitsu         | 0-2  | 1-0  | 2-2  | 1-0  | –––– | 0-3  | 0-0  | 1-0  | 4-1  | 2-0  | 3-1  | 5-2  | 1-1  | 3-1  | 2-0  | 2-1  |
| Otsuka Pharma   | 1-2  | 0-0  | 0-1  | 1-2  | 1-1  | –––– | 1-0  | 2-0  | 2-2  | 0-1  | 6-1  | 0-1  | 4-0  | 2-1  | 2-0  | 2-1  |
| Tokyo Gas       | 0-6  | 0-1  | 0-0  | 1-0  | 0-0  | 0-0  | –––– | 0-3  | 0-0  | 3-0  | 2-0  | 0-0  | 1-0  | 0-0  | 2-1  | 1-2  |
| Kawasaki Steel  | 1-1  | 1-0  | 0-1  | 2-1  | 0-0  | 0-2  | 0-1  | –––– | 1-0  | 6-0  | 1-1  | 1-0  | 1-0  | 2-2  | 2-0  | 1-1  |
| NTT Kanto       | 1-0  | 0-2  | 0-2  | 1-1  | 0-1  | 3-4  | 0-2  | 1-3  | –––– | 6-1  | 1-2  | 1-0  | 2-1  | 4-2  | 2-0  | 0-1  |
| Kofu Club       | 1-2  | 0-3  | 0-7  | 0-3  | 1-1  | 1-0  | 2-3  | 0-0  | 3-0  | –––– | 1-2  | 3-3  | 3-1  | 0-1  | 1-2  | 1-1  |
| Cosmo Oil       | 0-2  | 1-4  | 0-1  | 0-3  | 0-4  | 2-0  | 0-2  | 3-0  | 0-2  | 1-1  | –––– | 2-0  | 0-0  | 0-1  | 2-1  | 3-1  |
| Chūō Bōhan      | 0-2  | 1-3  | 1-6  | 1-1  | 0-3  | 2-3  | 0-2  | 0-1  | 2-0  | 1-1  | 2-1  | –––– | 4-2  | 1-1  | 0-1  | 3-1  |
| Toho Titanium   | 1-3  | 0-5  | 0-1  | 1-3  | 1-3  | 0-3  | 3-3  | 1-1  | 1-1  | 2-4  | 4-2  | 2-0  | –––– | 0-1  | 1-0  | 3-1  |
| Kyoto Shiko     | 0-7  | 1-4  | 0-1  | 0-4  | 1-2  | 0-2  | 0-3  | 0-0  | 3-2  | 1-3  | 0-0  | 1-4  | 1-1  | –––– | 0-1  | 0-1  |
| Tanabe Pharma   | 0-3  | 0-1  | 0-2  | 2-3  | 0-0  | 0-1  | 1-0  | 0-1  | 1-4  | 1-4  | 0-0  | 1-2  | 0-1  | 2-1  | –––– | 1-0  |
| Yomiuri Junior  | 0-3  | 0-2  | 1-4  | 2-4  | 0-1  | 1-2  | 1-2  | 0-3  | 0-1  | 0-1  | 1-0  | 0-0  | 0-1  | 1-1  | 1-0  | –––– |

## Statistiche

### Classifiche di rendimento

#### Rendimento casa-trasferta
| Casa                | Casa | Trasferta           | Trasferta |
|                     |      |                     |           |
| Yomiuri             | 29   | Yomiuri             | 22        |
| Nissan Motors       | 22   | Nissan Motors       | 21        |
| Toshiba             | 21   | Yamaha Motors       | 16        |
| Yamaha Motors       | 20   | JR-East Furukawa    | 11        |
| Matsushita Electric | 19   | Matsushita Electric | 10        |
| Hitachi             | 18   | Mazda               | 10        |
| Mazda               | 17   | ANA                 | 10        |
| Mitsubishi Motors   | 17   | Toshiba             | 9         |
| JR-East Furukawa    | 16   | Honda Motor         | 9         |
| ANA                 | 15   | Hitachi             | 7         |
| Honda Motor         | 14   | Toyota Motors       | 6         |
| Toyota Motors       | 14   | Mitsubishi Motors   | 4         |

| Casa            | Casa | Trasferta       | Trasferta |
|                 |      |                 |           |
| Fujitsu         | 33   | Fujita          | 43        |
| Fujita          | 31   | Yanmar Diesel   | 38        |
| Sumitomo Metals | 30   | Sumitomo Metals | 35        |
| NKK             | 28   | NKK             | 32        |
| Yanmar Diesel   | 27   | Fujitsu         | 26        |
| Kawasaki Steel  | 26   | Otsuka Pharma   | 26        |
| Otsuka Pharma   | 24   | Tokyo Gas       | 25        |
| Tokyo Gas       | 21   | Kofu Club       | 20        |
| NTT Kanto       | 20   | Kawasaki Steel  | 19        |
| Cosmo Oil       | 17   | Kyoto Shiko     | 16        |
| Toho Titanium   | 15   | Chūō Bōhan      | 15        |
| Kofu Club       | 13   | NTT Kanto       | 13        |
| Chūō Bōhan      | 12   | Cosmo Oil       | 12        |
| Tanabe Pharma   | 11   | Toho Titanium   | 12        |
| Yomiuri Junior  | 8    | Tanabe Pharma   | 13        |
| Kyoto Shiko     | 6    | Yomiuri Junior  | 11        |

### Primati stagionali
| Record della Division 1 - Maggior numero di vittorie: Yomiuri (15) - Minor numero di sconfitte: Yomiuri (1) - Miglior attacco: Yomiuri (43) - Miglior difesa: Yomiuri (13) - Miglior differenza reti: Yomiuri (+30) - Maggior numero di pareggi: Toshiba (9) - Minor numero di pareggi: Yamaha Motors e JR-East Furukawa (3) - Maggior numero di sconfitte: Mitsubishi Motors e JR-East Furukawa (11) - Minor numero di vittorie: Toyota Motors (4) - Peggior attacco: Honda Motor (18) - Peggior difesa: Mitsubishi Motors (40) - Peggior differenza reti: Mitsubishi Motors (-15) | Record della Division 2 - Maggior numero di vittorie: Fujita (24) - Minor numero di sconfitte: Fujita (4) - Miglior attacco: Fujita (79) - Miglior difesa: Fujita e Yanmar Diesel (17) - Miglior differenza reti: Fujita (+62) - Maggior numero di pareggi: Tokyo Gas (10) - Minor numero di pareggi: Fujita e Sumitomo Metals (2) - Maggior numero di sconfitte: Tanabe Pharma e Yomiuri Junior (21) - Minor numero di vittorie: Kyoto Shiko e Yomiuri Junior (5) - Peggior attacco: Tanabe Pharma (18) - Peggior difesa: Kofu Club (66) - Peggior differenza reti: Kyoto Shiko (-36) |

### Classifica marcatori
| Gol |  |  | Giocatore        | Squadra       |
| --- |  |  | ---------------- | ------------- |
| 18  |  |  | Toninho          | Yomiuri       |
| 15  |  |  | Masashi Nakayama | Yamaha Motors |
| 12  |  |  | Pedro Pedrucci   | Toshiba       |
| 9   |  |  | Takuya Takagi    | Mazda         |

| Gol |  |  | Giocatore        | Squadra         |
| --- |  |  | ---------------- | --------------- |
| 21  |  |  | Zico             | Sumitomo Metals |
| 19  |  |  | Kōji Noguchi     | Fujita          |
| 18  |  |  | Takahiro Endo    | Chūō Bōhan      |
| 18  |  |  | Satoru Mochizuki | NKK             |
| 18  |  |  | Wang Baoshan     | Fujitsu         |